# S. Maria delle Grazie
S. Maria delle Grazie este o arie protejată (arie specială de conservare — SAC, sit de importanță comunitară — SCI) din Italia întinsă pe o suprafață de 55 ha, integral pe uscat.

## Localizare
Centrul sitului S. Maria delle Grazie este situat la coordonatele 41°31′02″N 14°46′33″E / 41.517222°N 14.775833°E.

## Înființare
Situl S. Maria delle Grazie a fost declarat sit de importanță comunitară în septembrie 1995 pentru a proteja un număr necunoscut de specii din flora spontană și fauna sălbatică aflate în arealul zonei. Situl a fost protejat și ca arie specială de conservare în martie 2017.

## Biodiversitate
Situată în ecoregiunea mediteraneană, aria protejată conține 3 habitate naturale: Pseudostepă cu ierburi și specii anuale de Thero-Brachypodietea, Păduri panonice-balcanice de stejar turcesc - stejar sesil, Pajiști uscate seminaturale și facies de acoperire cu tufișuri pe substraturi calcaroase (Festuco-Brometalia) (* situri importante pentru orhidee).
La baza desemnării sitului se află un număr nedeclarat de specii protejate.
Pe lângă speciile protejate, pe teritoriul sitului au mai fost identificate 4 specii de plante.